# スマラン慰安所事件
スマラン慰安所事件 (すまらんいあんじょじけん)とは、日本軍占領下のオランダ領東インド（現在のインドネシア）で、軍令を無視した日本軍人がオランダ人女性を慰安所に連行し、慰安婦として働かせた事件のことである。別名、白馬事件、スマラン事件。

## 概要
この事件では、インドネシアの抑留所を管理していた第16軍軍政監部が、強制しないこと、自由意思で応募したことを証するサイン入り同意書を取るように指示していたが、その指示に反し、ある幹部候補生隊がオランダ人女性をスマランの慰安所に連行した。この事件を「慰安婦の強制連行」の証拠であるとの主張がある。一方で、軍は事件後慰安所を閉鎖しており、元々自由意思で応募する者だけを慰安婦にする方針だったのであるため、むしろ強制連行を行なっていなかった証拠である、との反論がある。（慰安婦の強制連行を巡る議論については、「慰安婦の強制連行」を参照）
後世の1994年のオランダ政府の報告書では、オランダ領東インド各地の慰安所で働いていた200〜300人のオランダ人女性のうち少なくとも65人は確実に強制売春の犠牲者だったとされている。
秦郁彦は、判決で被害者のオランダ人35人のうち全てが強制とはされなかったこと、慰安所に連行される以前に売春婦であった女性が存在した可能性について述べている。
BC級裁判の判決文が引用した証人・被害者に対する警察の尋問調書によれば、何人かの女性は報酬を断ったが、受け取った女性はそのお金で自由な時間を得ることができたことを報告している。「将校倶楽部」では、一晩に一人の男性の相手にし、男性が料金として支払った4ギルダーのうち、1ギルダー1セントを受け取り、そのお金で食べ物や衛生用品を購入したとされ、「慰安所日の丸」では、一時間1ギルダー50セントの料金のうち、45セントを受け取ったと慰安婦自身が証言している。

## 裁判
1944年2月、南方軍管轄の第16軍幹部候補生隊が、オランダ人女性35人を民間人抑留所からジャワ島のスマランにあった慰安所に連行し強制的に売春行為を続けさせていた容疑で、戦後、国際軍事裁判において（将官や兵站責任者の佐官などの高級将校を含む）当該軍人・軍属（請負業者）たちが起訴、有罪が宣告されている。
裁判内容そのもの（証言内容など）は、現在までのところ、被害者の感情を考慮して一般公開はされていない（2025年に記録は開示される予定）。しかしながら、既にオランダ政府は1994年、資料調査に基づいて「日本占領下蘭領東インドにおけるオランダ人女性に関する強制売春に関するオランダ政府所蔵文書調査報告」を発表している。
のちに、オランダ領東インドにおけるオランダ政府主導の軍事裁判の報告を調査した吉見義明によれば、以下のようになる。
- 当時スマランには既に慰安所があったが、性病の蔓延から新たな慰安所の設置が計画された。慰安所設置を要請された幹部候補生隊長は、慰安所には自由意思の者だけ雇うようにというジャカルタの第16軍司令部のガイドラインを無視した。（ガイドラインは未発見であるが証言やスマトラの第25軍の類似の通達からそのように考えられている。）
- 複数の将校と慰安所業者は、ハルマヘラ抑留所、アンバラワ抑留所、ゲダンガン抑留所から17歳から28歳の合計35人のオランダ人女性を強制的に集め、スマラン市内のカナリ通りの建物で日本語で書いた趣旨書への署名を強制した後、スマランの4つの慰安所（将校倶楽部、スマラン倶楽部、日の丸倶楽部、青雲荘）に連行した。
- 3月1日から営業を始め、女性達は毎日強姦された。給料は払われず、暴行され、その上、性病を移された者、妊娠した者がいる。週に1度医師の身体検査があったが、充分な治療はほとんど行われなかった。
- しかし自分の娘を連れ去られたオランダ人リーダーが、陸軍省俘虜部から抑留所視察に来た小田島董大佐に訴え、同大佐の勧告により16軍司令部は、1944年4月末に4箇所の慰安所を閉鎖した。(小田島大佐の視察は、事件と前後して抑留所の管理が軍政監部から現地軍司令部に移管したためのもの)[10]。
- 終戦後の1948年、バタビア臨時軍法会議でBC級戦犯として11人が有罪とされた。罪名は強制連行、強制売春(婦女子強制売淫)、強姦である。有罪者は、軍人および慰安所を経営していた日本人業者等であり、責任者である岡田慶治陸軍少佐には死刑が宣告された。また、中心的役割を果たしたと目される大久保朝雄陸軍大佐は戦後、日本に帰っていたが軍法会議終了前の1947年に自殺した[11]。裁判では、慰安婦にされた35人のうち25名が強制だったと認定された）[12][13]。
- 吉見義明は当初、軍は関係者を処分しなかったとしていたが[14]:185、後に、少なくとも責任者を厳罰には処していないと説明を補足した[15]。

## 慰安婦問題
1990年に対日道義的債務基金（JES）が結成され、日本政府に対し、その法的道義的責任を認めて一人当たり約2万ドルの補償を支払うよう求める運動が始まった。これに対し日本政府は、アジア女性基金により総額2億5500万円の医療福祉支援を個人に対して実施し、2001年オランダ人女性に対する「償い事業」が終了した。
しかし2007年、オランダ議会下院に於いて、日本政府に対し「慰安婦」問題で元慰安婦への謝罪と補償などを求める慰安婦問題謝罪要求決議がなされた。2008年に訪日したマキシム・フェルハーヘン外相は「法的には解決済みだが、被害者感情は強く、60年以上経った今も戦争の傷は生々しい。オランダ議会・政府は日本当局に追加的な意思表示を求める」と述べ、日本側の償い事業の継続を求めた。
また同じ2007年、アメリカ議会での慰安婦聴聞会にこの事件の被害者・証人としてたったジャン・ラフ・オハーンは、当時19歳だった42年、日本軍占領後、収容所に入れられ、「日本式の花の名前が入った名前を付けられ、髪が薄い日本軍将校が待つ部屋に連れて行かれた。彼は刀を抜いて‘殺す’と脅した後、服を破り、最も残忍に私を強姦した。その夜は何度強姦されたか分からない」「一緒に連行されたオランダ人少女らと3年半、毎日こうした蛮行にあい、飢えて苦しみ、獣のような生活をした」と証言し、「日本は95年にアジア慰安婦財団を作って私的な補償をしたというが、これは慰安婦に対する侮辱」とも主張し、「日本は政府レベルで残虐行為を認め、行動で謝罪を立証しなければならず、後世に正しい歴史を教えなければならない」と求めた。「日本人は私たちが死ぬのを待っているが、私は死なない」とし、日本が正式に謝罪するまで闘争を続けると述べた。

## 類似の事件
これらの資料には、同事件のほか、マゲラン事件やフローレス島事件など、日本軍将兵による女性の拉致や憲兵隊による地位の濫用、オランダ人による抵抗や軍の強引な「志願者」徴募に対し第25軍憲兵隊 (スマトラ憲兵隊)が介入して女性を守った事例も述べられている。
一方、オランダ人女性の強力な抵抗により、若い女性が連行されることを防いだ抑留所（スモウォノ・バンコン・ランペルサリ）もあったとされる。年上の女性たちが志願することで、若い女性が助かった事例もあった。これらの身代わりとなった女性は「志願者」と呼ばれた（この件では戦犯裁判で無罪）。
なお、戦後の戦犯裁判を通して公になったこと、被害女性にオランダの白人女性がいたためオランダをはじめとする西洋社会で問題とされたこと、オランダからたびたび戦後補償問題として取上げられたことで、これらの事件が日本でも有名である。その他にも、個別･偶発的な犯罪レベルと異なった形で、オランダ領東インドで現地人女性らが日本軍高官になかば堂々と拉致･強姦されていたとの噂、現地人女性ら多数が別の島に連れ出され売春行為を強いられていたとみられる話は各種伝えられている。

## 付記
他にも、研究者等に対しては必要に応じ資料を公開する場合があり、次のように日本語になっている資料も存在する。
- 1992年、朝日新聞はオランダ国立公文書館より、事件に関する判決文及び法廷尋問書を入手し一部を朝刊で公開した。
- 1993年、オランダにおいて内務官僚プールヘイストが裁判・証言資料を基にオランダ人女性に対する強制売春についての議会向け報告書を作成した。英語・日本語にも翻訳。
- 2008年。梶村太一郎、村岡崇光、糟谷広一郎「『慰安婦』強制連行・史料ーオランダ軍法会議資料xルポー私は日本鬼子の子」が金曜日により出版された。そこにはオランダ政府による1993年の議会向け報告書の全文がオランダ語原文から和訳されている。軍法会議での証言も全て和訳されている。貴重な一次史料。

また、1999年には女性のためのアジア平和国民基金が（白馬事件の裁判証言記録を含め）オランダ国立公文書館・アムステルダムの国立戦争資料研究所・オランダ外務省公文書室の資料を調査し「慰安婦」問題調査報告に発表した。